# Knud Nielsen
Knud Nielsen (ur. 17 września 1928 w Aalborgu, zm. 30 stycznia 2012 w Konz) – duński polityk i nauczyciel, deputowany Folketingetu i poseł do Parlamentu Europejskiego.

## Życiorys
Syn dziennikarza Axela Nielsena. Kształcił się w zakresie prawa na Uniwersytecie w Aarhus (1948–1949) i na kursie korespondencyjnym w Copenhagen Business School (1952–1954). W latach 1955–1958 uczęszczał na szkolenie, po którym uzyskał uprawnienia tłumacza języka angielskiego. Początkowo pracował w międzynarodowej unii pracowników przemysłu budowlano-drzewnego w ramach biur w Amsterdamie i Kopenhadze (1949–1962), w międzyczasie był księgowym w duńskiej delegacji przy NATO i SHAPE. Później przez wiele lat zatrudniony jako nauczyciel w szkołach handlowych w Kopenhadze i Sønderborg. Był członkiem władz stowarzyszenia przyjaźni duńsko-radzieckiej.
Zaangażował się w działalność polityczną w ramach Socialdemokraterne. W latach 1968–1977 poseł do Folketingetu. Od grudnia 1973 do sierpnia 1977 oddelegowany do Parlamentu Europejskiego, należał do frakcji socjalistycznej. W 1990 wyemigrował do Niemiec, gdzie mieszkał do końca życia.